# Związek Artystów Scen Polskich
Związek Artystów Scen Polskich ZASP – Stowarzyszenie – organizacja powołana 21 grudnia 1918, podczas ogólnopolskiego Kongresu Konstytucyjnego w Teatrze Rozmaitości w Warszawie. Pierwszym prezesem został Józef Śliwicki. Statut związku podpisali między innymi: Stefan Jaracz, Juliusz Osterwa i Aleksander Zelwerowicz.

## Historia
W dwudziestoleciu międzywojennym stał się jedną z najprężniejszych organizacji zawodowych w Polsce. Dzięki wprowadzonemu przez ZASP tzw. przymusowi organizacyjnemu, teatry musiały zatrudniać wyłącznie jego członków, a przynależność do ZASP była obowiązkowa dla zawodowych aktorów. Doprowadził on również do podpisania kontraktu, który gwarantował aktorom wysokość minimalnej gaży przez cały sezon. W 1928 związek wybudował Dom Artystów Weteranów Scen Polskich w Skolimowie. W 1976 stał się członkiem International Federation of Actors, międzynarodowej organizacji, która skupia związki zawodowe aktorów na świecie. W 1932 doprowadził do powstania pierwszej nowoczesnej szkoły teatralnej w Polsce – Państwowego Instytutu Sztuki Teatralnej.
W czasie wojny ZASP stał się organizacją konspiracyjną. W 1940 wydał zakaz udziału w imprezach artystycznych organizowanych przez Niemców. Zakazu przestrzegała większość środowiska aktorskiego.
W 1950 ZASP został rozwiązany, a w jego miejsce powstało Stowarzyszenie Polskich Artystów Teatru i Filmu (SPATiF). W 1952 zmieniono nazwę związku na SPATiF-ZASP. W 1981 powrócono do przedwojennej nazwy. 1 grudnia 1982 ZASP został przez władze rozwiązany, a w jego miejsce 19 grudnia 1983 powstał „nowy” ZASP, do którego wstąpiła ok. 1/5 artystów z rozwiązanego związku. W 1989 doszło do zjednoczenia związku.
Decyzją Ministra Kultury 1 lutego 1995 wydano stowarzyszeniu zezwolenie na zbiorowe zarządzanie prawami autorskimi reżyserów teatralnych i scenografów teatralnych na następujących polach eksploatacji:
utrwalanie, zwielokrotnianie jakąkolwiek techniką, wprowadzanie do obrotu, użyczanie, najem, publiczne wykonanie, wyświetlanie, odtwarzanie, nadawanie, reemitowanie, publiczne udostępnianie utworu w taki sposób, aby każdy mógł mieć do niego dostęp w miejscu i w czasie przez siebie wybranym.
Zezwolenie obejmuje również zarządzanie prawami pokrewnymi artystów wykonawców: aktorów, solistów, śpiewaków, tancerzy (wraz z prawem do pobierania wynagrodzenia) na polach eksploatacji: utrwalanie, zwielokrotnianie jakąkolwiek techniką, wprowadzanie do obrotu, użyczanie, najem, nadawanie, reemitowanie, odtwarzanie, publiczne udostępnienie utrwalenia artystycznego w taki sposób, aby każdy mógł mieć do niego dostęp w miejscu i w czasie przez siebie wybranym.
Stowarzyszenie również pobiera wynagrodzenia z tytułu wyświetlenia utworu audiowizualnego w kinach, najmu egzemplarzy utworów audiowizualnych i ich publicznego odtwarzania i nadawania utworu audiowizualnego w telewizji lub poprzez inne środki publicznego udostępniania utworów.

## Kontrowersje
W 2001 roku Kazimierz Kaczor (ówczesny prezes ZASP) oraz Cezary Morawski (ówczesny skarbnik ZASP; w 2005 roku Zarząd Główny ZASP pozbawił Morawskiego członkostwa w stowarzyszeniu) narazili związek na ponad 9,2 miliona złotych strat, ale w 2011 zostali uniewinnieni. Sąd oddalił wszystkie apelacje, zarówno oskarżonych, jak i prokuratorską, uznał winę oskarżonych, jednocześnie warunkowo umarzając postępowanie na okres próbny jednego roku, ponieważ działanie oskarżonych było wynikiem naruszenia zasad ostrożności, a nie umyślnego działania i zaznaczył, że nikt nie zarzuca oszustwa, a ich wina miała charakter nieumyślny; orzeczenie jest prawomocne.
Nieprawidłowości z inwestowaniem pieniędzy pochodzących z nieodebranych tantiem spowodowały skandal (2002), który doprowadził do wystąpienia ze związku wielu artystów. Część z nich utworzyło konkurencyjną organizację: Stowarzyszenie Artystów Filmu i Telewizji. Prawomocny wyrok w tej sprawie stanowił istotną kwestię w trakcie procedury konkursowej, która we wrześniu 2016 doprowadziła do wyboru Cezarego Morawskiego na dyrektora Teatru Polskiego we Wrocławiu.
We wrześniu 2018 reporterzy TVN24 ujawnili, iż jedna z sal w siedzibie Związku Artystów Scen Polskich była udostępniana założycielowi Teatru Akademickiego Uniwersytetu Warszawskiego, który podczas prób dopuszczał się molestowania studentek i uczennic liceów grających w jego produkcjach.

## Prezesi ZASP
- 1919–1920 – Józef Śliwicki
- 1920–1921 – Józef Kotarbiński
- 1921–1924 – Józef Śliwicki
- 1924–1926 – Tadeusz Mazurkiewicz
- 1926–1929 – Józef Śliwicki
- 1929–1930 – Jerzy Bojanowski
- 1930–1932 – Ignacy Dygas
- 1932–1933 – Robert Boelke
- 1933–1944 – Józef Śliwicki
- 1945–1948 – Dobiesław Damięcki
- 1948–1949 – Feliks Chmurkowski
- 1950–1954 – Leon Schiller
- 1954–1955 – Marian Wyrzykowski p.o.
- 1955–1957 – Wojciech Brydziński
- 1957–1959 – Marian Wyrzykowski
- 1959–1961 – Henryk Szletyński
- 1961–1963 – Jan Kreczmar
- 1963–1965 – Henryk Szletyński
- 1965–1970 – Władysław Krasnowiecki
- 1970–1981 – Gustaw Holoubek
- 1981–1982 – Andrzej Szczepkowski
- 1983–1985 – Henryk Szletyński
- 1985–1988 – Tadeusz Jastrzębowski
- 1988–1989 – Kazimierz Dejmek
- 1989–1996 – Andrzej Łapicki
- 1996–2002 – Kazimierz Kaczor
- 2002–2005 – Olgierd Łukaszewicz
- 2005–2006 – Ignacy Gogolewski
- 2006–2010 – Krzysztof Kumor
- 2010 – Joanna Szczepkowska
- 2011–2018 – Olgierd Łukaszewicz
- 2018–2020 – Paweł Królikowski
- 2020–2025 – Krzysztof Szuster
- 2025 – Jacek Milczanowski
- od 2025 – Jan Tomaszewicz[25]

Źródło: ZASP.

## Nagrody ZASP
- Nagroda Gustaw
- Nagroda Henryk
- Nagroda im. Andrzeja Nardellego
- Nagroda im. Leona Schillera
- Nagroda im. Romana Brandstaettera[26]
- Nagroda im. Mieczysława Kotlarczyka